# Portugal i olympiska sommarspelen 1992
Portugal deltog i de olympiska sommarspelen 1992 med en trupp bestående av 90 deltagare, men ingen av landets deltagare erövrade någon medalj.

## Badminton
Herrsingel
- Ricardo Fernandes
  - 32-delsfinal — R. Liljequist (FIN) (→ förlorade med 15-3, 15-11 – gick inte vidare)
- Fernando Silva
  - 32-delsfinal — Peter Axelsson (SWE) (→ förlorade med 15-7, 15-8 – gick inte vidare)

Herrdubbel
- Fernando Silva och Ricardo Fernandes
  - 32-delsfinal — Benny Lee och Thomas Reidy (USA) (→ förlorade med 15-1, 15-10 – gick inte vidare)

## Brottning
Weltervikt, grekisk-romersk stil
- Paulo Martins

Elimineringsrunda B — 2 förluster, 1.0 tekniska poäng (→ 8:e, gick inte vidare)
- - Omgång 1 — Dobri Ivanov (BUL) (→ förlorade med 6-1; +1.0 tekniska poäng)
  - Omgång 2 — Qingkun Wei (CHN) (→ förlorade med 16-0; +0 tekniska poäng)

## Bågskytte
Damernas individuella
- Ana Sousa
  - Kvalomgång — 1288 poäng (→ 22:a plats)

| 70m | 60m | 50m | 30m | Totalt |
| --- | --- | --- | --- | ------ |
| 297 | 334 | 321 | 336 | 1288   |
- - Elimineringsomgång — 98 poäng (→ 26:a plats)
    - Sextondelsfinal — Xiangjun Ma (CHN) (→ förlorade med 101:98, gick inte vidare)

## Friidrott
Herrarnas 800 meter
- António Abrantes
  - Omgång 1 (heat 7) — 1:50,89 (→ 5:e plats, gick inte vidare)

Herrarnas 1 500 meter
- Mário Silva
  - Omgång 1 (heat 2) — 3:38,57 (→ 3rd)
  - Semifinal (heat 2) — 3:38,09 (→ 9:e plats, gick inte vidare)

Herrarnas 5 000 meter
- Carlos Monteiro
  - Semifinal (heat 4) — 14:00,53 (→ 10:e plats, gick inte vidare)
- Domingos Castro
  - Semifinal (heat 3) — 13:24:57 (→ 5:e plats, gick vidare som andra snabbaste förloraren)
  - Final — 13:38,09 (→ 11:e plats)
- Raimundo Santos
  - Semifinal (heat 2) — 13:48,06 (→ 7:e plats, gick inte vidare)

Herrarnas 10 000 meter
- Domingos Castro
  - Omgång 1 (heat 1) —fullföljde inte
- Fernando Couto
  - Omgång 1 (heat 2) — 29:20,06 (→ 15:e plats, gick inte vidare)

Herrarnas maraton
- António Pinto → fullföljde inte
- Dionísio Castro → fullföljde inte
- Joaquim Pinheiro → fullföljde inte

Herrarnas 20 kilometer gång
- José Urbano — diskvalificerad

Herrarnas 50 kilometer gång
- José Magalhães — 4:20:21 (→ 28:e plats)
- José Pinto — diskvalificerad
- José Urbano — 4:16:31 (→ 25:e plats)

Herrarnas 400 meter häck
- Pedro Rodrigues
  - Omgång 1 (heat 3) — 49,46 (→ 5:e plats, gick inte vidare)

Herrarnas 3 000 meter hinder
- João Junqueira
  - Omgång 1 (heat 3) — 8:35,68 (→ 8:e plats, gick vidare som 3:e snabbaste förloraren)
  - Semifinal (heat 1) — 8:39,17 (→ 10:e plats, gick inte vidare)

Herrarnas 4 x 100 meter stafett
- Luís Barroso, Luís Cunha, Pedro Agostinho och Pedro Curvelo
  - Omgång 1 (heat 2) — 40,30 (→ 5:e plats, gick inte vidare)

Herrarnas 4 x 400 meter stafett
- Álvaro Silva, José Mendes, Pedro Curvelo och Pedro Rodrigues
  - Omgång 1 (heat 1) — 3:10,11 (→ 7:e plats, gick inte vidare)

Herrarnas stavhopp
- Nuno Fernandes
  - Kvalomgång (heat 2) — 5,00 (→ 15:e plats, gick inte vidare)

| 4,80 | 5,00 | 5,20 | 5,30 | 5,40 | 5,50 | 5,55 | 5,60 | Resultat |
| ---- | ---- | ---- | ---- | ---- | ---- | ---- | ---- | -------- |
| XXO  | XO   | XXX  |      |      |      |      |      | 5,00     |
Damernas 100 meter
- Lucrécia Jardim
  - Omgång 1 (heat 6) — 11,58 (→ 4:e plats)
  - Omgång 2 (heat 1) — 11,66 (→ 7:e plats, gick inte vidare)

Damernas 200 meter
- Lucrécia Jardim
  - Omgång 1 (heat 1) — 23,26 (→ 3rd)
  - Omgång 2 (heat 2) — 23,09 (→ 5:e plats, gick inte vidare)

Damernas 800 meter
- Carla Sacramento
  - Omgång 1 (heat 2) — 2:00,57 (→ 3:e plats, gick vidare som femte snabbaste förloraren)
  - Semifinal (heat 2) — 2:02,85 (→ 6:e plats, gick inte vidare)

Damernas 1 500 meter
- Carla Sacramento
  - Omgång 1 (heat 1) — 4:10,01 (→ 5:e plats)
  - Semifinal (heat 2) — 4:05,54 (→ 9:e plats, gick inte vidare)

Damernas 3 000 meter
- Fernanda Ribeiro
  - Omgång 1 (heat 2) — 9:07,69 (9:e plats, gick inte vidare)

Damernas 10 000 meter
- Albertina Dias
  - Omgång 1 (heat 2) — 32:15,05 (→ 6:e plats)
  - Final — 32:0,393 (→ 13:e plats)
- Conceição Ferreira
  - Omgång 1 (heat 1) — 32:31,95 (→ 9:e plats, gick vidare som snabbaste förloraren)
  - Final — fullföljde inte
- Fernanda Marques
  - Omgång 1 (heat 2) — 32:38,16 (→ 8:e plats)
  - Final — fullföljde inte

Damernas maraton
- Aurora Cunha → fullföljde inte
- Manuela Machado → 2:38:22 (→ 7:e plats)

Damernas 10 kilometer gång
- Isilda Gonçalves — 50:23 (→ 34:e plats)
- Susana Feitor — diskvalificerad

Damernas 400 meter häck
- Marta Moreira
  - Omgång 1 (heat 2) — 58,24 (→ 6:e plats, gick inte vidare)

Damernas 4 x 400 meter stafett
- Eduarda Coelho, Elsa Amaral, Lucrécia Jardim och Marta Moreira
  - Omgång 1 (heat 2) — 3:29,38 (→ 4:e plats, gick vidare som andra snabbaste förloraren)
  - Final — 3:36,85 (→ 8:e plats)

Damernas diskuskastning
- Teresa Machado
  - Kvalomgång — 4,98 (→ 14:e plats, gick inte vidare)

## Fäktning
Herrarnas värja
- José Bandeira
  - Kvalomgång (pool 4) — 6 matcher, 1 vinster (→ 6:e plats, 61:e plats totalt, gick inte vidare)
- Rui Frazão
  - Kvalomgång (pool 10) — 6 matcher, 1 vinster (→ 7:e plats, 60:e plats totalt, gick inte vidare)

Herrarnas florett
- José Guimarães
  - Kvalomgång (pool 2) — 6 matcher, 1 vinster (→ 7:e plats, 52:e plats totalt, gick inte vidare)

Herrarnas sabel
- Luís Silva
  - Kvalomgång (pool 4) — 5 matcher, 0 vinster (→ 6:e plats, 40:e plats totalt, gick inte vidare)

## Gymnastik
Damernas individuella mångkamp, rytmisk
- Clara Piçarra — startade inte (→ 43:e plats)

## Judo
Herrarnas extra lättvikt
- Rui Ludovino

Inledande omgångar A
- - 32-delsfinal — Pina Garcia (DOM) (→ vann med yuko)
  - Sextondelsfinal — Dashgombyn Battulga (MGL) (→ förlorade med ippon, gick inte vidare)

Herrarnas halv lättvikt
- Augusto Almeida

Inledande omgångar B
- - 32-delsfinal — V. Cespedes (PAR) (→ vann med ippon)
  - Sextondelsfinal — R. Sampaio (BRA) (→ förlorade med ippon, gick inte vidare)

Återkval B
- - 32-delsfinal — Bye
  - Sextondelsfinal — Sang-Moon Kim (KOR) (→ förlorade med ippon, gick inte vidare)

Herrarnas lättvikt
- Rui Domingues

Inledande omgångar A
- - 32-delsfinal — Bye
  - Sextondelsfinal — C. Shi (CHN) (→ förlorade med waza-ari, gick inte vidare)

Herrarnas halv mellanvikt
Inledande omgångar B
- António Matias
  - 32-delsfinal — Bye
  - Sextondelsfinal — Anton Summer (AUT) (→ förlorade med double waza-ari (=ippon), gick inte vidare)

Herrarnas mellanvikt
- Pedro Cristóvão

Inledande omgångar B
- - 32-delsfinal — Bye
  - Sextondelsfinal — D. Kistler (SUI) (→ förlorade med koka, gick inte vidare)

Damernas halv lättvikt
- Paula Saldanha — 7th

Inledande omgångar B
- - 32-delsfinal — Bye
  - Sextondelsfinal — R. Dechinmaa (MGL) (→ vann med ippon)
  - Åttondelsfinal — Lyne Poirier (CAN) (→ vann med koka)
  - Kvartsfinal — Jessica Gal (NED) (→ förlorade med ippon)

Återkval B
- - 32-delsfinal — Bye
  - Sextondelsfinal — Bye
  - Åttondelsfinal — Maktsoutova (EUN) (→ vann med yuko)
  - Kvartsfinal — A. Giungi (ITA) (→ förlorade med yusei-gachi, gick inte vidare)

Damernas lättvikt
- Filipa Cavalleri

Inledande omgångar B
- - 32-delsfinal — Bye
  - Sextondelsfinal — Z. Blagojevic (IOP) (→ vann med yar?)
  - Åttondelsfinal — P. Pinitwong (THA) (→ vann med yusei-gachi)
  - Kvartsfinal — Flagothier (BEL) (→ förlorade med yuko)

Återkval B
- - 32-delsfinal — Bye
  - Sextondelsfinal — Bye
  - Åttondelsfinal — Kate Donahoo (USA) (→ förlorade med waza-ari, gick inte vidare)

Damernas halv tungvikt
- Sandra Godinho

Inledande omgångar A
- - 32-delsfinal — Bye
  - Sextondelsfinal — Werbrouck (BEL) (→ förlorade med yuko, gick inte vidare)

## Kanotsport
Herrarnas K-1 500 m
- José Garcia
  - Omgång 1 (heat 2) — 1:42,96 (→ 3:e plats)
  - Återkval 2 — 1:41,84 (→ 3:e plats)
  - Semifinal (heat 2) — 1:45,88 (→ 9:e plats, gick inte vidare)

Herrarnas K-1 1000 m
- José Garcia
  - Omgång 1 (heat 4) — 3:46,82 (→ 4:e plats)
  - Återkval 2 — 3:34,92 (→ 1:e plats)
  - Semifinal (heat 2) — 3:37,34 (→ 3:e plats)
  - Final — 3:41,60 (→ 6:e plats)

Herrarnas K-2 500 m
- Joaquim Queirós och José Ferreira da Silva
  - Omgång 1 (heat 2) — 1:37,73 (→ 6:e plats)
  - Återkval 2 — 1:33,57 (→ 2:e plats)
  - Semifinal (heat 2) — 1:32,33 (→ 7:e plats, gick inte vidare)

Herrarnas K-2 1000 m
- Joaquim Queirós och José Ferreira da Silva
  - Omgång 1 (heat 1) — 3:22,46 (→ 3:e plats)
  - Återkval 2 — 3:18,42 (→ 4:e plats)
  - Semifinal (heat 2) — 3:00,90 (→ 7:e plats, gick inte vidare)

Herrarnas K-4 1000 m
- António Brinco, António Monteiro, Belmiro Penetra och Rui Fernandes
  - Omgång 1 (heat 1) — 3:02,38 (→ 5:e plats)
  - Återkval — ?
  - Semifinal — ?

## Modern femkamp
Herrarnas individuella tävling
- Manuel Barroso — 4719 poäng (→ 53:e plats)

| Gren                        | Fäktning   | Fäktning   | Simning     | Simning     | Skytte      | Skytte      | Skytte      | Löpning    | Löpning    | Ridning     | Ridning     |
| Gren                        | Vinster    | Straff     | Tid         | Heat        | Träffar     | Straff      | Heat        | Tid        | Straff     | Tid         | Straff      |
| --------------------------- | ---------- | ---------- | ----------- | ----------- | ----------- | ----------- | ----------- | ---------- | ---------- | ----------- | ----------- |
| Gren                        | 19         | –          | 3:23,2      | 2           | 159         | 60          | 1           | 12:26,0    | –          | 1:58,7      | –           |
| Poäng (Placering)           | 541 (62:a) | 541 (62:a) | 1248 (25:a) | 1248 (25:a) | 595 (65:e)  | 595 (65:e)  | 595 (65:e)  | 1327 (1:a) | 1327 (1:a) | 1008 (26:e) | 1008 (26:e) |
| Generellt Poäng (Placering) | 541 (62:a) | 541 (62:a) | 1799 (59:e) | 1799 (59:e) | 2384 (33:e) | 2384 (33:e) | 2384 (33:e) | 3711 (?)   | 3711 (?)   | 4719 (53:e) | 4719 (53:e) |

## Ridsport
Individuell fälttävlan
- António Braz — –238,60 poäng (→ 58:e plats)

| Gren                        | Dressyr             | Terräng              | Hoppning             |
| --------------------------- | ------------------- | -------------------- | -------------------- |
| Poäng (Placering)           | –85,00 (75:e plats) | –143,60 (57:e plats) | –10,00 (24:e plats)  |
| Generellt Poäng (Placering) | –85,00 (75:e plats) | –228,60 (59:e plats) | –238.60 (58:e plats) |
- António Ramos — –186,70 poäng (46:e plats)

| Gren                        | Dressyr             | Terräng              | Hoppning             |
| --------------------------- | ------------------- | -------------------- | -------------------- |
| Poäng (Placering)           | –72,40 (61:a plats) | –102,80 (47:e plats) | –11,50 (41:e plats)  |
| Generellt Poäng (Placering) | –72,40 (61:a plats) | –175,20 (48:e plats) | –186,70 (46:e plats) |
- Bernardo Rodrigues — eliminerad

| Gren                        | Dressyr             | Terräng    | Hoppning |
| --------------------------- | ------------------- | ---------- | -------- |
| Poäng (Placering)           | –69,80 (54:e plats) | eliminerad | —        |
| Generellt Poäng (Placering) | –69,80 (54:e plats) | eliminerad | —        |
- Vasco Ramires

| Gren                        | Dressyr             | Terräng              | Hoppning             |
| --------------------------- | ------------------- | -------------------- | -------------------- |
| Poäng (Placering)           | –91,40 (79:e plats) | –82,40 (39:e plats)  | 0,00 (1:a plats)     |
| Generellt Poäng (Placering) | –91,40 (79:e plats) | –173,80 (47:e plats) | –173,80 (41:a plats) |
Lagtävling i fälttävlan
- António Braz, António Ramos och Bernardo Rodrigues — –599.10 pts (→ 15:e plats)

| Gren                        | Dressyr     | Terräng     | Hoppning             |
| --------------------------- | ----------- | ----------- | -------------------- |
| Poäng (Placering)           | –248,80 (?) | –328,80 (?) | –21,50 (?)           |
| Generellt Poäng (Placering) | –248,80 (?) | –577,60 (?) | –599,10 (15:e plats) |
Individuell hoppning
- Jorge Mathias — startade inte

Lagtävling i hoppning
- Jorge Mathias — startade inte

## Rodd
Herrarnas dubbelsculler
- Daniel Alves och João Santos
  - Omgång 1 (heat 3) — 6:54,55 (→ 5:a)
  - Återkval 4 — 6:46,14 (→ 4:a)
  - Semifinal C — 6:32,01 (→ 4:a)
  - Final D — 6:42,00 (→ 1:a, 18:e totalt)

## Segling
Herrarnas lechner
- João Rodrigues — 233 poäng (→ 23:e plats)

| Lopp      | 1    | 2    | 3    | 4    | 5    | 6    | 7    | 8    | 9    | 10   | Totalt | Netto |
| --------- | ---- | ---- | ---- | ---- | ---- | ---- | ---- | ---- | ---- | ---- | ------ | ----- |
| Placering | 25:e | 10:e | 18:e | 20:e | 22:e | 21:a | 24:e | 23:e | 28:e | 18:e | Totalt | Netto |
| Poäng     | 31   | 16   | 24   | 24   | 28   | 27   | 30   | 29   | 33   | 24   | 266    | 233   |
Herrarnas 470
- Eduardo Seruca och Victor Hugo Rocha (styrman) — 148 poäng (→ 24:e plats)

| Lopp      | 1    | 2    | 3    | 4    | 5   | 6    | 7    | Totalt | Netto |
| --------- | ---- | ---- | ---- | ---- | --- | ---- | ---- | ------ | ----- |
| Placering | 23:e | 27:e | 20:e | 26:e | 5:e | 21:e | 18:e | Totalt | Netto |
| Poäng     | 29   | 33   | 26   | 32   | 10  | 27   | 24   | 181    | 148   |
Soling
- António Tanger Correia (styrman), Luís Miguel Santos och Ricardo Batista — 116 poäng (→ 21:a plats)

| Lopp      | 1    | 2    | 3    | 4    | 5    | 6    | Totalt | Netto |
| --------- | ---- | ---- | ---- | ---- | ---- | ---- | ------ | ----- |
| Placering | 21:a | 21:a | 16:e | 18:e | 16:e | 15:e | Totalt | Netto |
| Poäng     | 27   | 27   | 22   | 24   | 22   | 21   | 143    | 148   |
Starbåt
- Fernando Pinto Coelho Bello (styrman) och Francisco Pinheiro de Melo — 101 poäng (→ 12:e plats)

| Lopp      | 1   | 2   | 3        | 4    | 5   | 6    | 7    | Totalt | Netto |
| --------- | --- | --- | -------- | ---- | --- | ---- | ---- | ------ | ----- |
| Placering | 1:e | 9:e | Felstart | 19:e | 8:e | 21:a | 14:e | Totalt | Netto |
| Poäng     | 0   | 15  | 33       | 25   | 14  | 27   | 20   | 134    | 101   |

## Tennis
Herrsingel
- Bernardo Mota
  - Omgång 1 — Goran Ivanišević (CRO) (→ förlorade med 2-6, 2-6, 7-6, 6-4, 3-6 – gick inte vidare)

Herrdubbel
- Emanuel Couto och Bernardo Mota
  - Omgång 1 — Guy Forget och Henri Leconte (FRA) (→ förlorade med 1-6, 3-6, 1-6 – gick inte vidare)